# 銃娘:ガンガール
『銃娘：ガンガール』（中: 枪娘！FIRE）は、中国と日本の共同制作によるオリジナルWebアニメ作品。2017年8月より中国の『テンセントビデオ』や日本の『Amazon Prime Video』にて配信されている。全6話。

## ストーリー
記憶を失った主人公ケリーが自分自身を見つけ、ついに「覚醒」するまでの物語が主な内容となっている。

## 登場人物
ケリー
声 - 苏婉（中） / 松井暁波（日）
アカナ
声 - 降温（中） / 松本沙羅（日）
ササ
声 - 醋醋（中） / ふじたまみ（日）
アイダ
声 - kiyo（中） / 柚木尚子（日）
バレット
声 - 沐霏（中） / 飯塚雅弓（日）

## スタッフ
- 監督 - 向歌、森本育朗[2]
- シリーズ構成 - 山崎立士[2]
- キャラクターデザイン・総作画監督 - 安田祥子[2]
- 編集 - 木村佳史子[2]
- 音響監督 - 高桑一[2]
- 音楽プロデューサー - 桑原聖[2]
- プロデューサー - 永井理[2]
- アニメーションプロデューサー - 植田慎也[2]
- アニメ制作 - ブロウ・エンタテインメント[2]
- 制作協力 - フッズ・エンタテインメント[2]
- アニメ製作 - AHAエンターテイメント[2]

## 主題歌
「Hysteric Bullet」
オープニングテーマ。
「戦え！ガンガール」
エンディングテーマ。